# Argentina (torrente)
L'Argentina (già chiamato Fiumara di Taggia) è un fiume a carattere torrentizio della Liguria lungo circa 40 km.

## Percorso
Il torrente nasce presso il Monte Saccarello nel comune di Triora, scorre lungo la Valle Argentina e sfocia nel Mar Ligure ad Arma di Taggia.
In totale, è lungo circa 40 km. Il suo principale affluente è il torrente Carpasina (che si immette dalla sinistra sopra l'abitato di Badalucco, nome dovuto al passaggio nei pressi dell'abitato di Carpasio), seguito poi dall'Oxentina (l'unico tributario importante di destra che si immette in località Oxentina, qualche km sotto l'abitato di Badalucco) e il Capriolo (che si immette dalla sinistra nei pressi dell'abitato di Molini di Triora, sul suo percorso anticamente si trovavano vari mulini per macinare il grano, mulini che danno il nome al paese di Molini).
Nel suo corso passa nei comuni di Triora, Molini di Triora, Montalto Carpasio, Badalucco e Taggia; il suo bacino idrografico comprende inoltre i comuni di Castellaro, Riva Ligure e per una piccola porzione quello di Baiardo.

## Affluenti
-Torrente Oxentina, 8km, sfocia a Oxentina e nasce nei pressi di Vignai, nel Monte Cavanelle (1447m)
-Torrente Carpasina, 6,3km, è il sfocia a Montalto Ligure e nasce a Carpasio, inoltre, è il suo principale affluente, dopo l'Oxentina
-Torrente Capriolo, 2,4km, sfocia a Molini di Trioria e nasce nella Cima Bareghi (1390m)
-Torrente Verdeggia, 1,5km, sfocia a Verdeggia e nasce nella Punta Santa Maria (2138m)

## Ambiente

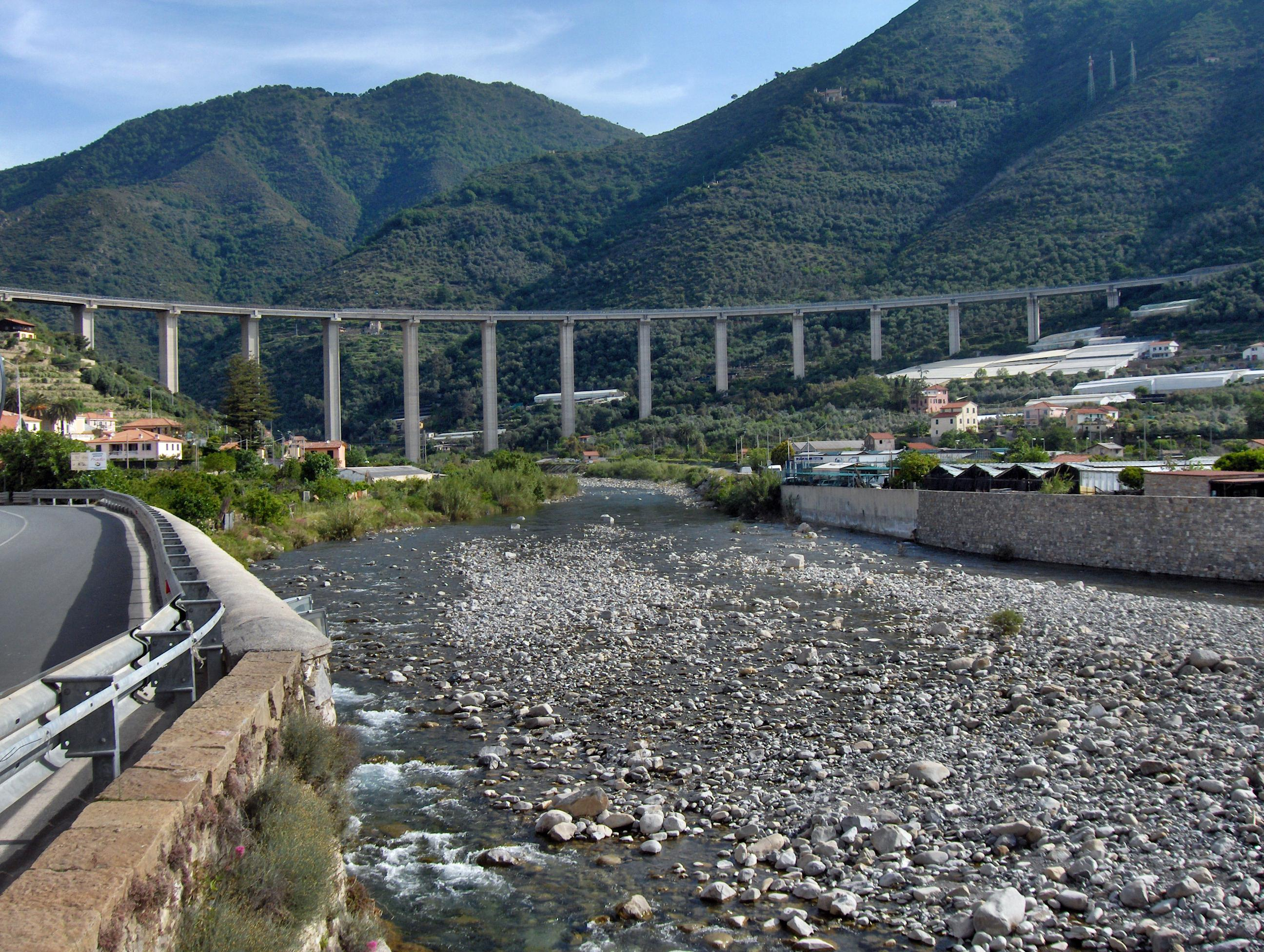
Il ponte dell'autostrada dei Fiori.

Il torrente Argentina non ha una grande portata perché l'impluvio del versante meridionale del Monte Saccarello è composto da terreni calcarei assai permeabili. Inoltre il versante settentrionale del Monte Saccarello dà origine al Tanarello, ramo sorgentizio del più famoso Tanaro, principale affluente in destra idrografica del Po e uno dei principali fiumi italiani per portata, lunghezza e bacino idrografico.
Nel bacino dell'Argentina insistono diversi SIC:
- le parti superiori dei tributari di destra compresi tra il rio Gavano e il torrente Oxentina sono
inclusi nel SIC 1315407 (M. Ceppo);
- a monte di Molini di Triora il Sic 1314611 (M. Gerbonte) è delimitato a levante dal torrente
Argentina;
- il SIC 1314610 (M. Saccarello - M. Frontè) interessa la porzione superiore dell'Argentina
stesso e buona parte del Capriolo;
- il SIC 1315503 (M. Carpasina) comprende la parte superiore del Carpasina.
Inoltre la parte alta della Valle è compresa nel Parco Regionale delle Alpi Liguri (zona di Monte Gerbonte e pendici del Saccarello e Frontè).

## I laghi alpini
Il fiume Argentina forma, nel suo tragitto fino al mare, piccoli laghetti alpini a Triora nelle frazioni di Creppo e di Loreto, Molini di Triora, Badalucco e Montalto Ligure, alcuni di questi presentano acque calde e spiagge soleggiate che attirano numerosi turisti.